# Acunasus clavatus
Acunasus clavatus är en insektsart som beskrevs av Delong 1945. Acunasus clavatus ingår i släktet Acunasus och familjen dvärgstritar. Inga underarter finns listade i Catalogue of Life.